# ميسان (حبيش)

تعديل مصدري - تعديل

ميسان محلة تابعة لقرية هدافة، التابعة لعزلة قحزة بمديرية حبيش إحدى مديريات محافظة إب في الجمهورية اليمنية، بلغ تعداد سكانها 422 حسب تعداد اليمن لعام 2004.